# Juana María de los Dolores de León Smith
Juana María de los Dolores de León Smith (27 de març de 1798 – 12 d'octubre de 1872), va ser l'esposa del General Sir Harry Smith (coneguda com a Lady Smith), governador de la Colònia del Cap.
Nascuda en una vella família espanyola noble, era descendent de Juan Ponce de León. A l'edat de 14 anys, en 1812, De León es va trobar òrfena i sola amb la seva germana, després de l'assalt de la seva ciutat natal, Badajoz, per quarta vegada en la Guerra de la Independència Espanyola, realitzada aquesta última per les tropes britàniques. Després del reeixit i sagnant assalt de les tropes britàniques i portugueses, les germanes van buscar protecció del saqueig i el pillatge dels soldats en alguns oficials britànics que van trobar acampats fora de les muralles de la ciutat. Un d'ells era el Brigada-Major Sir Harry Smith, del regiment d'exploradors d'elit 95th Rifles, que s'hi va casar uns pocs dies més tard.
En comptes de deixar que la enviessin a la casa de la família del seu marit, va escollir acompanyar-li en l'exèrcit. Es va quedar al costat d'ell la resta de la guerra, acompanyant-ho al tren d'equipatges, dormint a l'aire lliure en el camp de batalla, passejant al costat de les tropes i compartint totes les privacions de la campanya. La seva bellesa, coratge, bon judici i caràcter amable la van fer volguda pels oficials, incloent el Duc de Wellington, qui parlarva d'ella amb familiaritat com a Juanita. Era idolatrada pels soldats.
Amb l'excepció del període de la guerra anglo-americana de 1812, va acompanyar al seu marit a totes les seves destinacions, sent els més notables els dos a Sud-àfrica, on Sir Harry, el qual havia estat nomenat cavaller mentrestant, va servir com a Governador de la Colònia del Cap i Alt Comissionat. El Parlament Britànic va concedir a Juana Smith una pensió de 500 lliures el 5 de desembre de 1848 en reconeixement dels serveis prestats pel seu marit al país. La parella sempre es desesperava pels diners i ell va lluitar per obtenir una pensió per a ella durant els seus últims anys.
Coneguda com a Lady Smith durant els seus anys finals, Juana Smith és commemorada directament en el nom de les localitats sud-africanes de Ladysmith i Ladismith, i indirectament en el de la Ladysmith de la Columbia Britànica, Canadà.